# Ulrich Finsterwalder
Ulrich Finsterwalder est un ingénieur civil allemand né à Munich le 25 décembre 1897, et mort dans la même ville le 5 décembre 1988 .

## Biographie
Il est le fils de Sebastian Finsterwalder (1862–1951), professeur de mathématiques et glaciologue à la Bayerische Technische Hochschule München et de Franziska Mallepell († 1953), née à Brixen. Il est le frère de Richard Finsterwalder (1899-1963) qui a été professeur aux universités techniques de Hanovre et Munich.
Il a passé son baccalauréat en 1916 et participe à la première Guerre mondiale comme pionnier. Il est prisonnier en France entre 1918 et 1920. À sa libération il commence ses études à Technische Hochschule de Munich, d'abord en génie mécanique, puis, à partir de 1921, en génie civil. Il a pour professeur de mécanique Ludwig Föppl qui va l'intéresser à la théorie des coques.

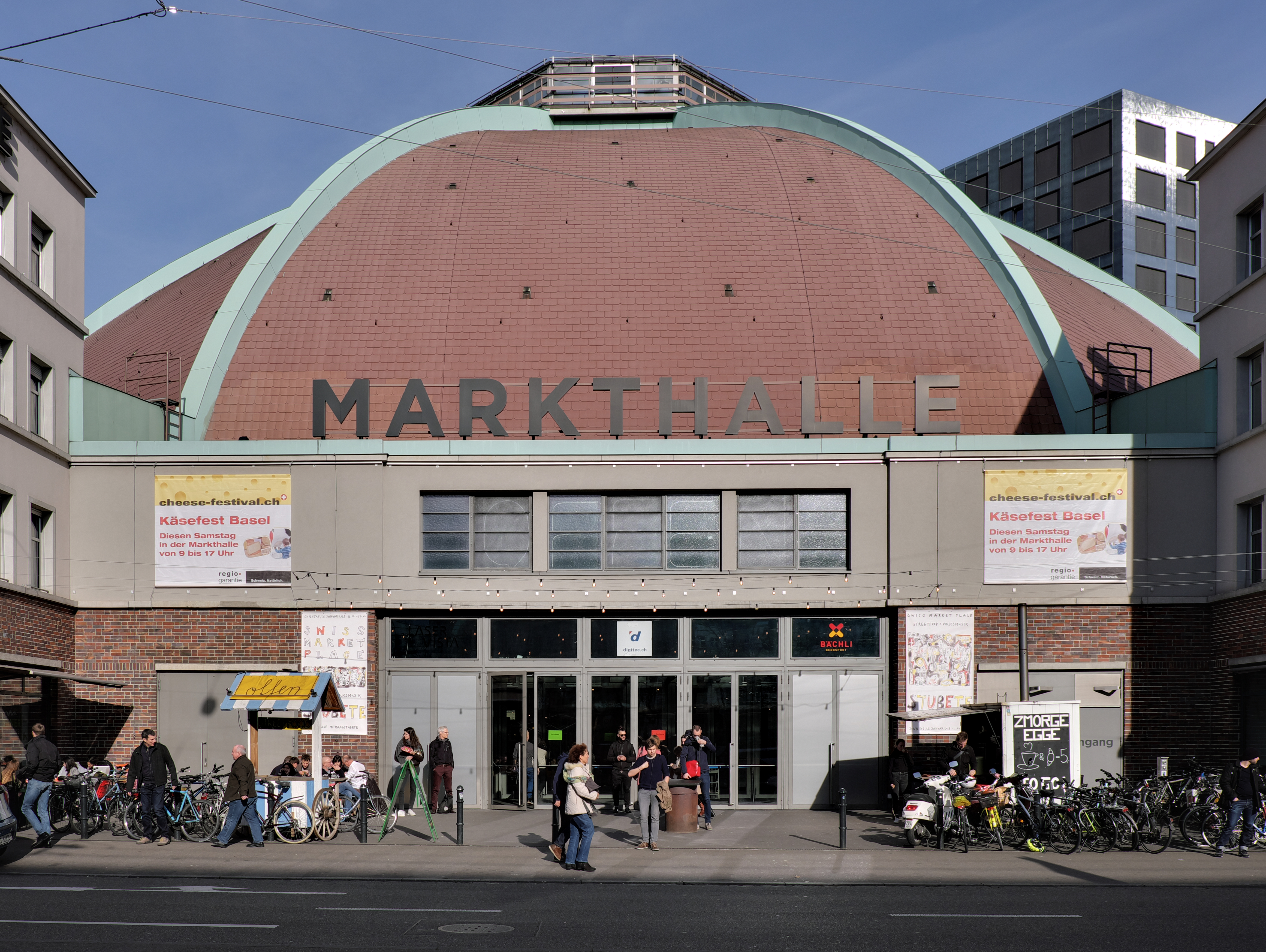
Grande halle du marché de Bâle

Après avoir obtenu son diplôme en 1923, il a commencé sa carrière comme ingénieur en structure et ingénieur d'études chez Dyckerhoff & Widmann à Wiesbaden dans le bureau d'études dirigé par Franz Dischinger. Il va travailler avec lui sur le calcul et la construction des coques minces sphériques à Iéna avec l'entreprise Zeiss (procédé « Zeiss-Dywidag ») pour la construction du planétarium Zeiss. Il met au point la coque cylindrique à renfort transversal et construit les premiers bâtiments construits suivant ce principe la halle Dywidag de l'exposition de GeSoLei en 1926, la grande halle du marché de Francfort-sur-le-Main, l'usine électrique de la même ville en 1927, la grande halle du marché de Budapest en 1930, la grande halle de Marché à Bâle de 60 m de portée. En 1930, il a obtenu son doctorat avec comme sujet de thèse la théorie de la flexion des coques en éléments cylindriques à renforts transversaux avec comme directeur de thèse Ludwig Föppl. Pour les couvertures des quais de la gare de l'Est de Munich, il met au point, à partir des coques cylindriques, le toit à en encorbellement monomât, en 1928, puis, avec Hubert Rüsch, le toit à redans en coque. Il fait les calculs de la coque en berceau de 57 m de portée destinée à la couverture de la grande halle du marché de Cologne, en 1937.
En 1938 il s'est intéressé à une technique de précontrainte particulière permettant d'induire une précontrainte dans des éléments porteurs en béton armé par le poids propre de la structure. il développe ensuite avec Hubert Rüsch le système à base de poutres treillis en béton armé consistant à réaliser tous les éléments comprimés en béton armé, les éléments tendus sont constitués en barres d'acier qui sont enrobés de béton après décintrage des poutres. Ce système est utilisé pour la réalisation des toitures de l'aéroport de Berlin-Tempelhof en 1938 et de la salle des fêtes de Weimar en 1939.
Après le départ de Franz Dischinger pour l'université technique de Berlin, en 1933, Finsterwalder est nommé directeur du bureau d'études de Dyckerhoff & Widmann.
En 1941 il est devenu membre du Conseil d'administration. Pendant la Seconde Guerre mondiale il applique la théorie des coques au calcul des bateaux en béton armé.
En 1948, il est associé à responsabilité personnelle de l'entreprise qui a transféré son siège à Munich et entreprend de reconstituer son bureau d'études où il va former une génération d'ingénieurs.
À partir de 1949 il développe le système de précontrainte Dywidag. Ce système particulier utilise des barres de 26 mm, de 32 mm et 36 mm filetées aux extrémités au lieu de fils d'acier à haute résistance.
Il va alors développer la technique des ponts en béton précontraint construits par voussoirs coulés en place en encorbellement symétrique,. Cette méthode est utilisée pour la reconstruction des ponts sur le Rhin. Elle évite l'utilisation d'un cintre par l'emploi d'équipages mobiles. Le premier pont construit suivant cette méthode permet de franchir la Lahn, près de Balduinstein, en 1950 (travée de 62 m). Puis sont réalisés suivant cette méthode le Pont des Nibelungen sur le Rhin, près de Worms (114 m de portée), en dalle nervurée, et sur la Moselle près de Coblence (123 m de portée). La plus grande portée est celle du pont de Bendorf avec 208 m, réalisé en 1962, en caisson de hauteur variable, qui est restée un record du monde pendant de nombreuses années.
Le pont de Mangfall est le premier pont en treillis en béton précontraint réalisé en 1959 conçu par Ulrich Finsterwalder et réalisé par Dyckerhoff & Widmann par la méthode de construction par voussoirs coulés en place en encorbellement symétrique. Le pont comprend trois travées de 90 + 108 + 90 m et de 7,35 m de hauteur.
L'entreprise Dyckerhoff und Wydmann s'est intéressée au béton léger. La diminution du poids propre du béton, tout en maintenant les caractéristiques de résistance, est une solution économique pour la construction des ouvrages où le poids propre est le chargement principal. En 1967, avec l'architecte Gerd Lohmer, il a conçu le pont piétonnier Dyckerhoff, financé par l'entreprise Dyckerhoff und Wydmann à Wiesbaden-Schierstein. C'est un des premiers ponts en béton léger. L'arche centrale a une portée de 96,40 m. L'année suivante il conçoit le pont Hermannsweg de 85 m d'ouverture, au-dessus d'une l'autoroute, près d’Osnabrück, construit par encorbellement, avec une articulation à la clé.

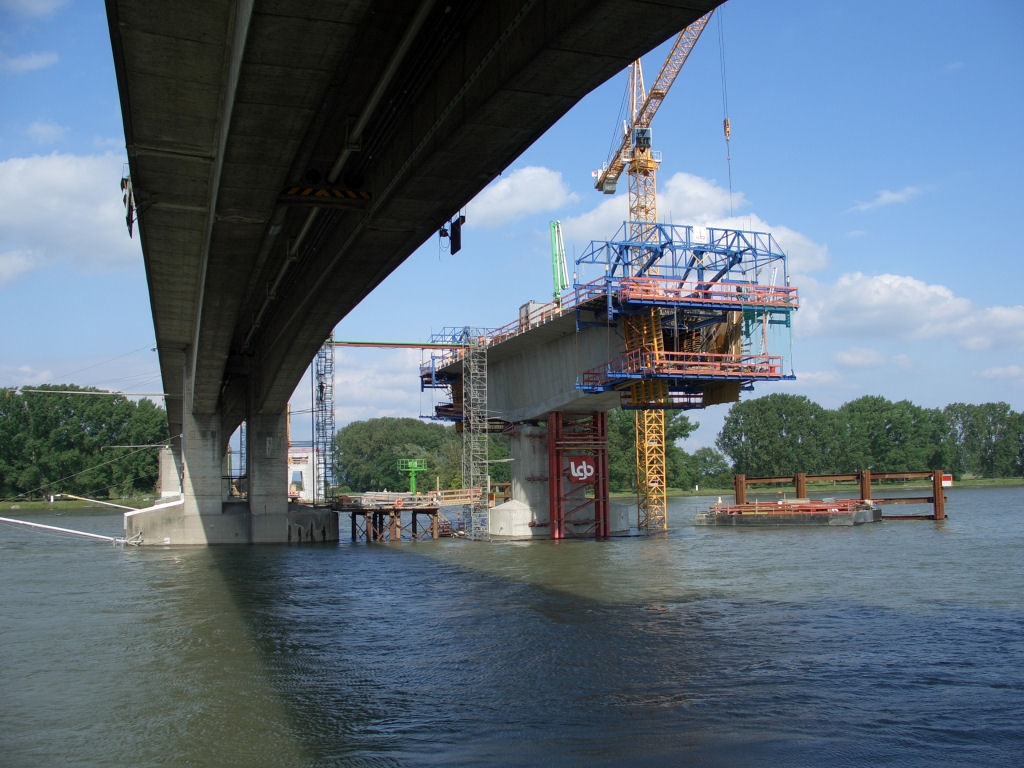
Le premier pont des Nibelungen construit par Dywidag et le second pont en cours de construction, en 2006, par la méthode de construction par voussoirs coulés en place, en encorbellement symétrique
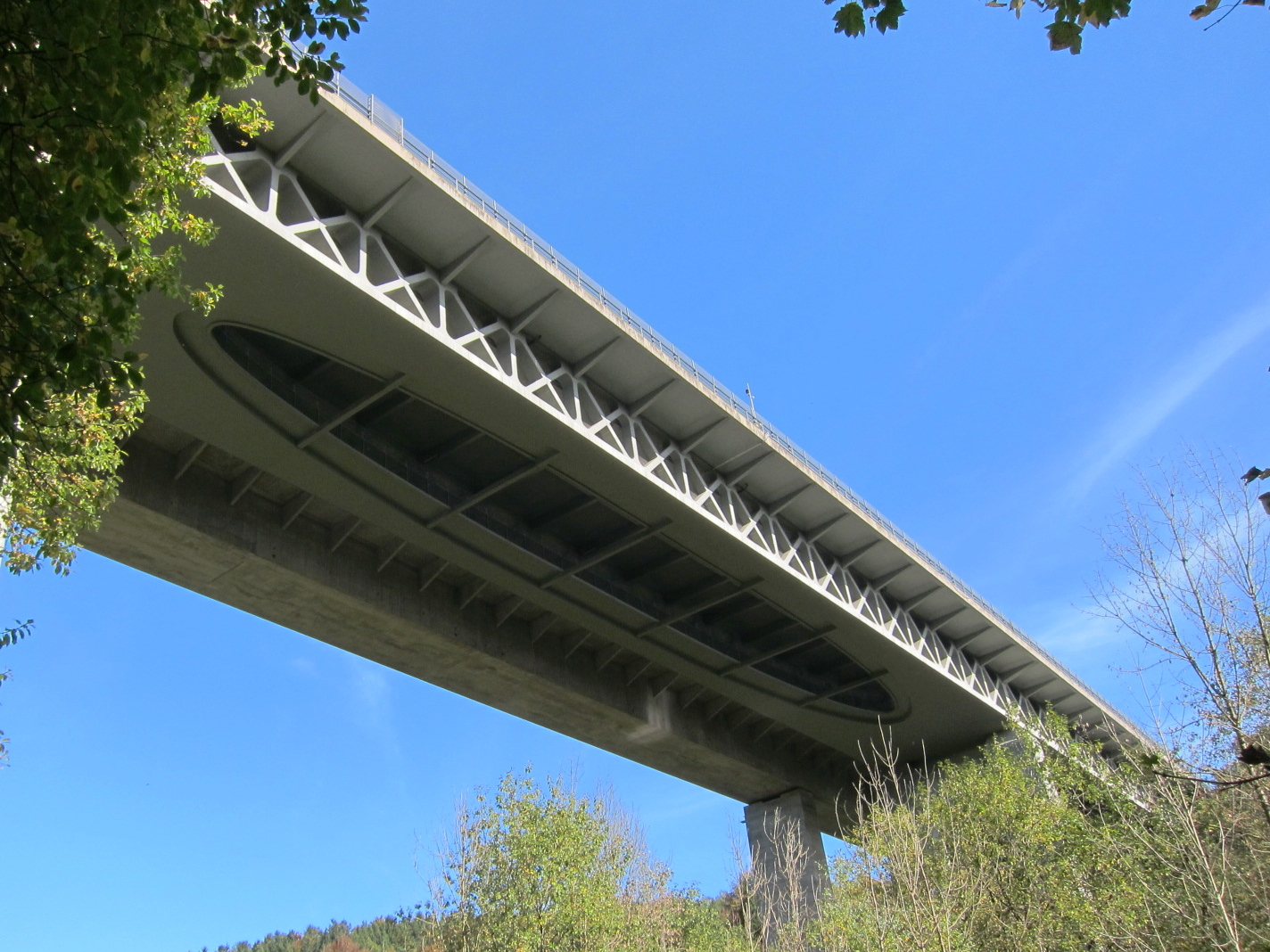
Pont de Mangfall
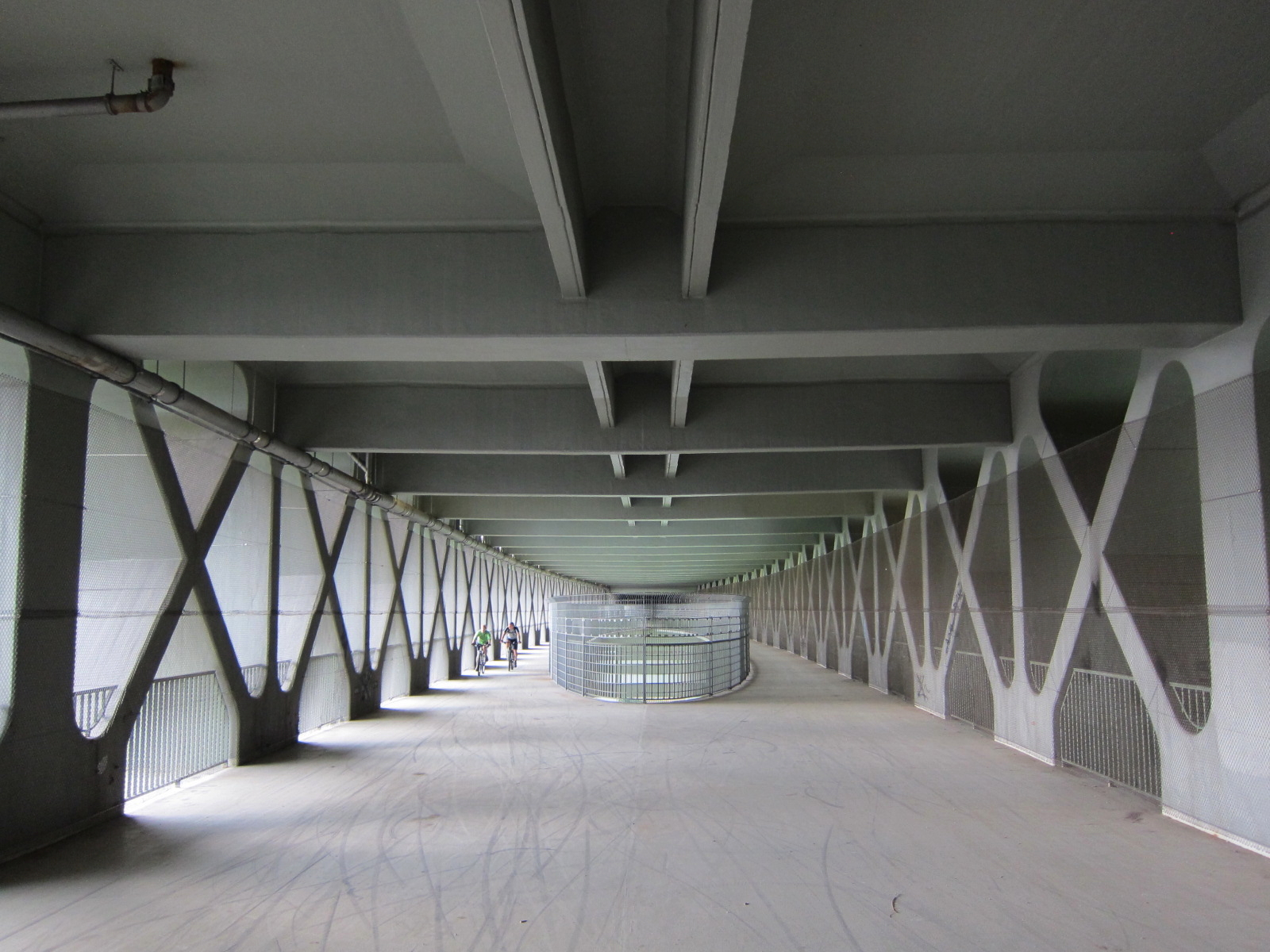
Intérieur du pont de Mangfall
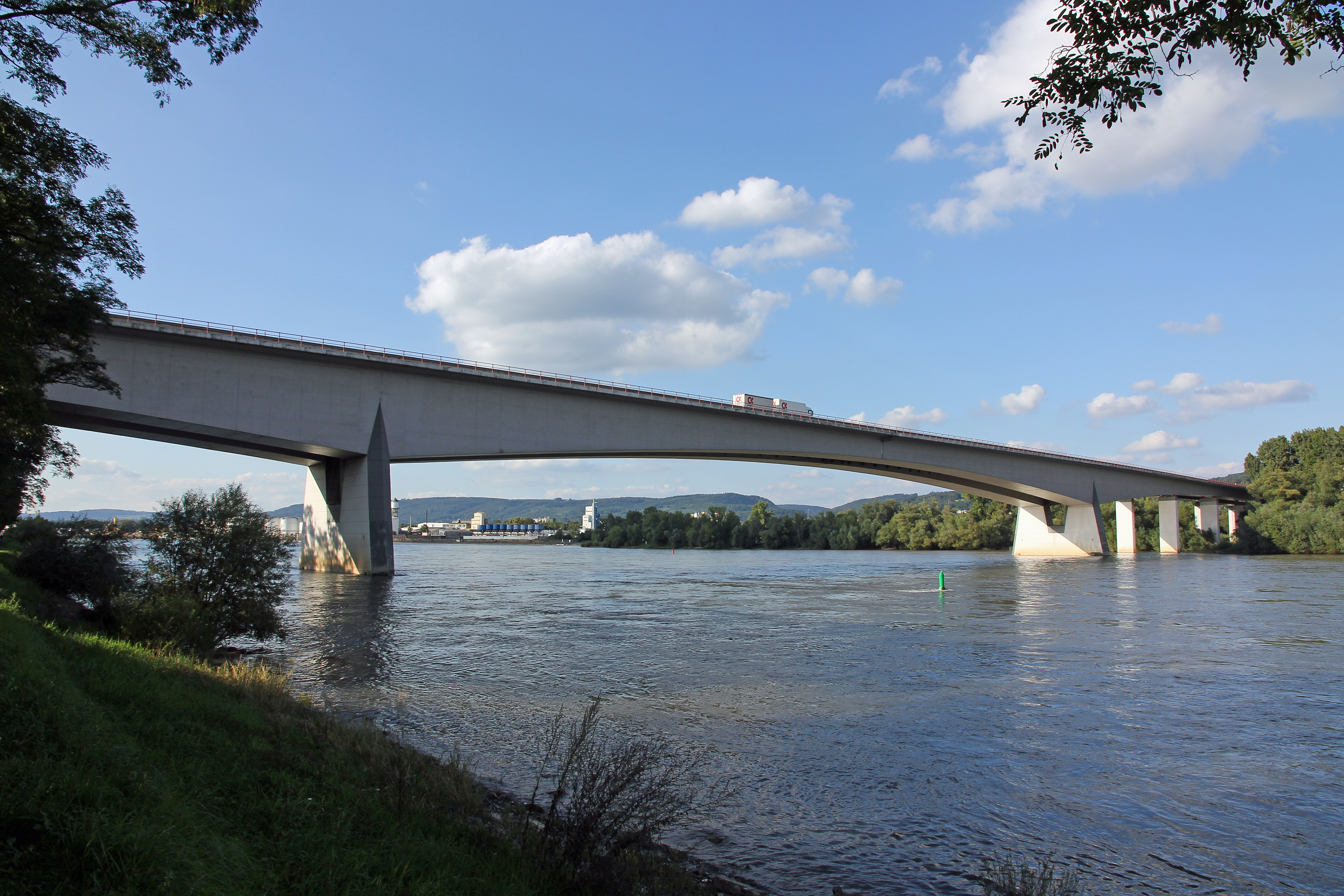
Pont de Bendorf
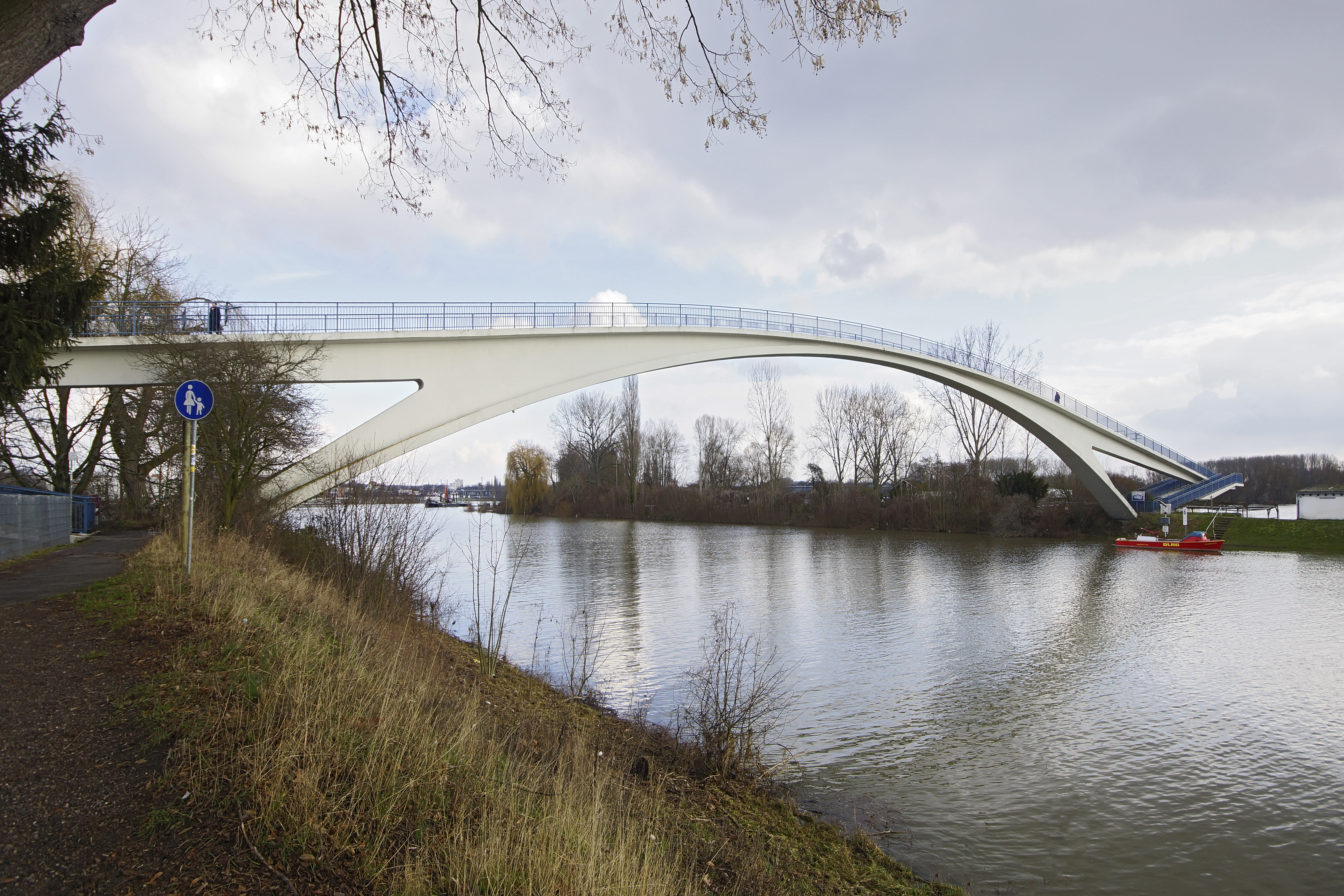
Pont Dyckerhoff, pont pour piétons en béton léger

## Distinctions
- Grand-croix de l'ordre du Mérite de la République fédérale d'Allemagne, en 1963.
- Médaille Freyssinet de la Fédération internationale de la Précontrainte, en 1970.
- Award of Merit in Structural Engineering de l'Association internationale des ponts et charpentes (IABSE) en 1977.
- Docteur honoris causa de l'université technique de Darmstadt en 1950.
- Docteur honoris causa de l'université technique de Munich en 1968.